# Ola Brynhildsen
Ola Brynhildsen (Bærum, 27 aprile 1999) è un calciatore norvegese, attaccante del Toronto FC in prestito dal Midtjylland.

## Caratteristiche tecniche
All'inizio della sua carriera, nello Stabæk, ricopriva il ruolo di centravanti, per poi essere spostato indietro sulla fascia sinistra a svolgere il ruolo di ala sinistra. Si può adattare anche ad ala destra e punta centrale, ma anche a centrocampista laterale sinistro e destro, e frequentemente si sposta a trequartista a partita inoltrata per poi tornare sulla fascia laterale. Le caratteristiche principali sono la velocità e il dribbling, che lo portano a liberarsi degli avversari e assistere ai compagni. Inoltre è un giocatore acrobatico e agile, con buon tiro al volo e precisione nei passaggi. Spesso si accentra in area o al limite, ricoprendo il ruolo di trequartista, per ricevere passaggi per poi continuare la manovra offensiva, oppure per provare a segnare, essendo dotato di buona capacità di inserimento e una discreta finalizzazione. Spesso sui calci d'angolo si posiziona in area o appena fuori, anche se non eccelle nel colpo di testa e nell'elevazione, per raccogliere possibili palloni vaganti, infastidire gli avversari o raramente tentare il tiro al volo, azione che può riuscirgli avendo una buona capacità acrobatica, come citato in precedenza.
In fase difensiva, invece, ripiega molto bene, arrivando al limite della propria area di rigore, o anche all'interno, anche se meno frequentemente, pur non avendo spiccate qualità difensive, e all'occorrenza, per esempio durante i contropiedi avversari, si posiziona al ruolo di terzino. In breve, è un giocatore che lavora molto per la squadra, provando a mettersi in proprio quando possibile. Il suo piede principale è il destro.

## Carriera

### Club

#### Bærum e Stabæk
Inizia la sua carriera nelle giovanili del Bærum, e nel 2014, all'età di 14 anni, passa allo Stabæk dove ha esordito in prima squadra il 26 aprile 2017 (il giorno prima del suo 18º compleanno), subentrando a Moussa Njie nella vittoria per 0-9 arrivata sul campo dell'Holmlia, in una sfida valida per il primo turno del Norgesmesterskapet.
Il 22 ottobre 2017 è arrivato invece il debutto in Eliteserien, sostituendo ancora Moussa Njie nella sconfitta interna per 1-2 subita contro il Tromsø. Il 5 novembre seguente ha realizzato il primo gol, all'età di 18 anni, nella vittoria per 0-5 maturata in casa dell'Odd, quando l'allenatore, che lo fece esordire in ogni competizione citata precedentemente, era Toni Ordinas.

#### Molde
Il 4 maggio 2020, il Molde ha reso noto l'ingaggio di Brynhildsen, che sarebbe stato ratificato a partire dal 1º luglio successivo. Il 20 maggio seguente, le squadre hanno raggiunto un accordo per rendere immediato il trasferimento: Brynhildsen ha firmato un contratto valido fino al 31 dicembre 2022.
Il 1º agosto 2020, durante la partita di campionato persa 2-1 sul campo del Sandefjord, segna il suo primo gol in maglia biancazzurra, sbloccando il risultato al 14' portandolo sul momentaneo 0-1.
Il 30 giugno 2021, nella sfida casalinga valida per il 10º turno dell'Eliteserien vinta per 3-0 contro lo Strømsgodset, raggiunge la sua 100ª presenza nella massima categoria del campionato norvegese.
Il 22 luglio 2021, durante la partita in programma per il  secondo turno di qualificazione di andata della Europa Conference League vinta 3-0 in casa contro il Servette, segna il suo primo gol nella competizione e, la stessa marcatura, è la sua prima segnatura assoluta in una competizione europea.
Il 25 luglio 2021, esordisce nella Norgesmesterskapet con la maglia del Molde nella partita giocata sul manto dello Spjelkavik IL. Durante questa partita, segna il suo primo gol nella competizione con la maglia dei "blå-hvit", dopo averlo fatto nel 2018 nello Stabæk.
Il 5 agosto 2021, segna la sua prima doppietta in assoluto, e lo fa nella partita del terzo turno di qualificazione di andata della Europa Conference League pareggiata 3-3 in casa del Trabzonspor, dove sigla i momentanei 1-1 e 2-2 mentre l'assist è per il gol del definitivo 3-3.
Il 4 dicembre dello stesso anno, firma un contratto che lo legherà alla squadra norvegese fino al 31 dicembre 2024.
Il 1º settembre 2023 rescinde il proprio contratto con il club.

#### Midtjylland
Il 1º settembre 2023, Brynhildsen viene ufficialmente tesserato dai danesi del Midtjylland, a cui si lega con un contratto quadriennale.

### Nazionale
Brynhildsen ha rappresentato la Norvegia a livello Under-19, Under-20 e Under-21. Con la Nazionale Under-20 ha partecipato al campionato mondiale di categoria 2019, in cui la Norvegia è stata eliminata alla fase a gironi.
Il 12 settembre 2022, viene annunciato nella lista della nazionale maggiore per le partite di UEFA Nations League contro Slovenia e Serbia. Esordisce il 17 novembre seguente nell'amichevole vinta 1-2 contro l'Irlanda.

## Statistiche

### Presenze e reti nei club
Statistiche aggiornate al 16 febbraio 2025.
| Stagione           | Club               | Campionato         | Campionato | Campionato | Coppe nazionali | Coppe nazionali | Coppe nazionali | Coppe continentali | Coppe continentali | Coppe continentali | Supercoppe   | Supercoppe | Supercoppe | Totale   | Totale |
| Stagione           | Club               | Competizione       | Presenze   | Reti       | Competizione    | Presenze        | Reti            | Competizione       | Presenze           | Reti               | Competizioni | Presenze   | Reti       | Presenze | Reti   |
| ------------------ | ------------------ | ------------------ | ---------- | ---------- | --------------- | --------------- | --------------- | ------------------ | ------------------ | ------------------ | ------------ | ---------- | ---------- | -------- | ------ |
| 2017               | Stabæk             | ES                 | 5          | 2          | CN              | 2               | 0               | -                  | -                  | -                  | -            | -          | -          | 7        | 2      |
| 2018               | Stabæk             | ES                 | 23+2       | 4+0        | CN              | 3               | 1               | -                  | -                  | -                  | -            | -          | -          | 28       | 5      |
| 2019               | Stabæk             | ES                 | 29         | 6          | CN              | 1               | 0               | -                  | -                  | -                  | -            | -          | -          | 30       | 6      |
| Totale Stabæk      | Totale Stabæk      | Totale Stabæk      | 57+2       | 12+0       |                 | 6               | 1               |                    | -                  | -                  |              | -          | -          | 65       | 13     |
| 2020               | Molde              | ES                 | 30         | 5          | -               | -               | -               | UCL+UEL            | 5+5                | 0                  | -            | -          | -          | 40       | 5      |
| 2021               | Molde              | ES                 | 30         | 5          | CN              | 7               | 2               | UECL               | 4                  | 3                  | -            | -          | -          | 41       | 10     |
| 2022               | Molde              | ES                 | 19         | 11         | CN              | 2               | 1               | UECL               | 11                 | 5                  | -            | -          | -          | 32       | 17     |
| gen.-set. 2023     | Molde              | ES                 | 15         | 7          | CN              | 4               | 2               | UCL                | 6                  | 1                  | -            | -          | -          | 15       | 7      |
| set. 2023-2024     | Midtjylland        | SL                 | 24         | 5          | CD              | 3               | 1               | UECL               | 0                  | 0                  | -            | -          | -          | 27       | 6      |
| lug.-ago. 2024     | Midtjylland        | SL                 | 6          | 2          | CD              | 0               | 0               | UCL                | 5                  | 0                  | -            | -          | -          | 11       | 2      |
| Totale Midtjylland | Totale Midtjylland | Totale Midtjylland | 30         | 7          |                 | 3               | 1               |                    | 5                  | 0                  | -            | -          | -          | 38       | 8      |
| ago.-dic. 2024     | Molde              | ES                 | 11         | 10         | CN              | 3               | 1               | UECL               | 4                  | 1                  | -            | -          | -          | 18       | 12     |
| Totale Molde       | Totale Molde       | Totale Molde       | 105        | 38         |                 | 16              | 6               |                    | 35                 | 10                 | -            | -          | -          | 156      | 54     |
| 2025               | Toronto FC         | MLS                | 0          | 0          | CC              | 0               | 0               | -                  | -                  | -                  | LC           | 0          | 0          | 0        | 0      |
| Totale carriera    | Totale carriera    | Totale carriera    | 194        | 57         |                 | 25              | 8               |                    | 40                 | 10                 | -            | -          | -          | 259      | 75     |

### Cronologia presenze e reti in nazionale
| Cronologia completa delle presenze e delle reti in nazionale ― Norvegia | Cronologia completa delle presenze e delle reti in nazionale ― Norvegia | Cronologia completa delle presenze e delle reti in nazionale ― Norvegia | Cronologia completa delle presenze e delle reti in nazionale ― Norvegia | Cronologia completa delle presenze e delle reti in nazionale ― Norvegia | Cronologia completa delle presenze e delle reti in nazionale ― Norvegia | Cronologia completa delle presenze e delle reti in nazionale ― Norvegia | Cronologia completa delle presenze e delle reti in nazionale ― Norvegia |
| Data                                                                    | Città                                                                   | In casa                                                                 | Risultato                                                               | Ospiti                                                                  | Competizione                                                            | Reti                                                                    | Note                                                                    |
| ----------------------------------------------------------------------- | ----------------------------------------------------------------------- | ----------------------------------------------------------------------- | ----------------------------------------------------------------------- | ----------------------------------------------------------------------- | ----------------------------------------------------------------------- | ----------------------------------------------------------------------- | ----------------------------------------------------------------------- |
| 17-11-2022                                                              | Dublino                                                                 | Irlanda                                                                 | 1 – 2                                                                   | Norvegia                                                                | Amichevole                                                              | -                                                                       | 74’                                                                     |
| 20-11-2022                                                              | Oslo                                                                    | Norvegia                                                                | 1 – 1                                                                   | Finlandia                                                               | Amichevole                                                              | -                                                                       | 46’                                                                     |
| 25-3-2023                                                               | Malaga                                                                  | Spagna                                                                  | 3 – 0                                                                   | Norvegia                                                                | Qual. Euro 2024                                                         | -                                                                       | 87’                                                                     |
| 28-3-2023                                                               | Batumi                                                                  | Georgia                                                                 | 1 – 1                                                                   | Norvegia                                                                | Qual. Euro 2024                                                         | -                                                                       | 82’                                                                     |
| Totale                                                                  |                                                                         | Presenze                                                                | 4                                                                       |                                                                         | Reti                                                                    | 0                                                                       |                                                                         |

## Palmarès

### Club

#### Competizioni nazionali
- Coppa di Norvegia: 1

Molde: 2021-2022
- Campionato danese: 1

Midtjylland: 2023-2024